# Karoline von Pfalz-Zweibrücken

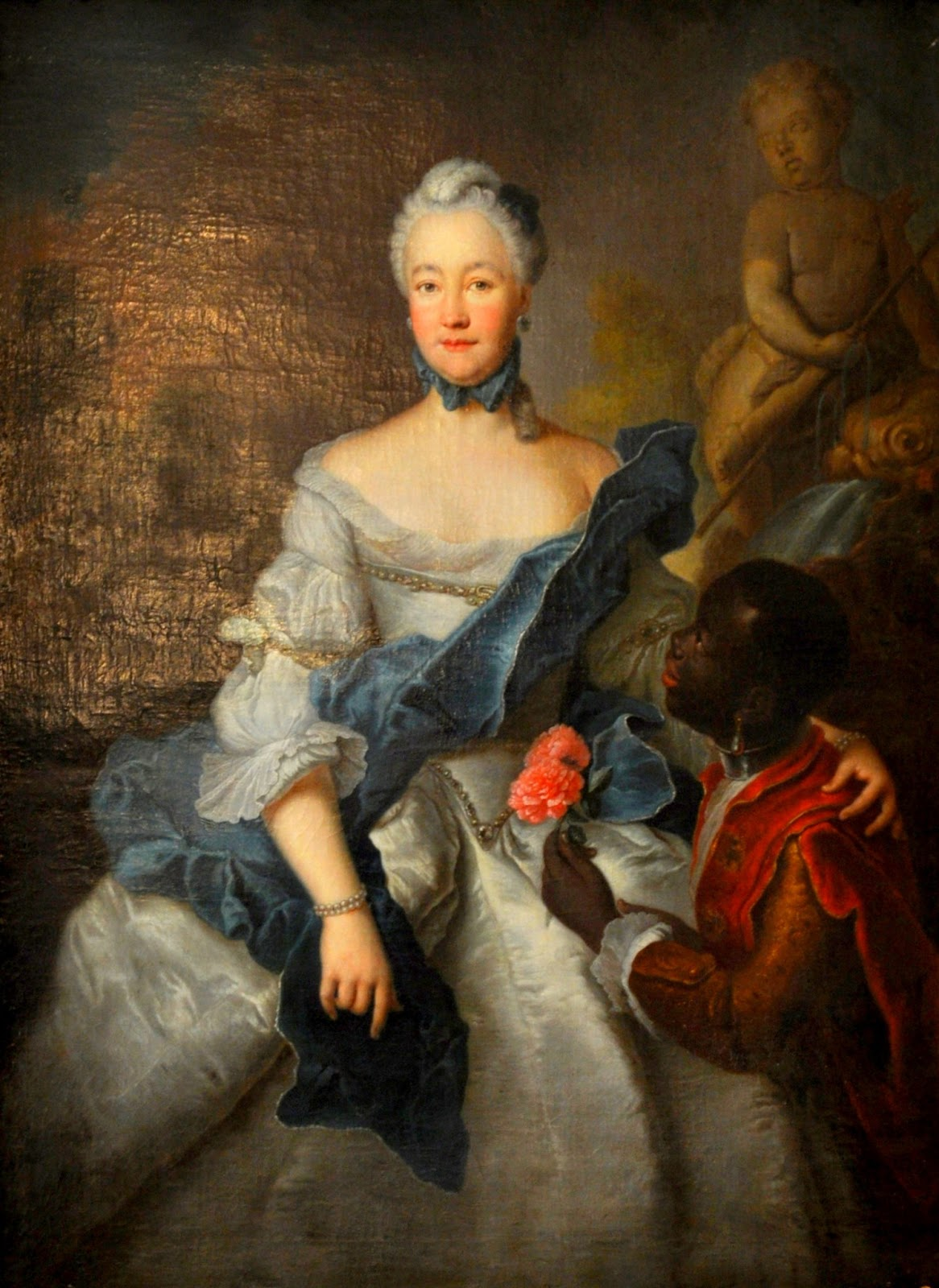
Karoline Henriette von Hessen-Darmstadt mit ihrem Mohren, Porträt von Antoine Pesne (um 1750), Schlossmuseum Darmstadt

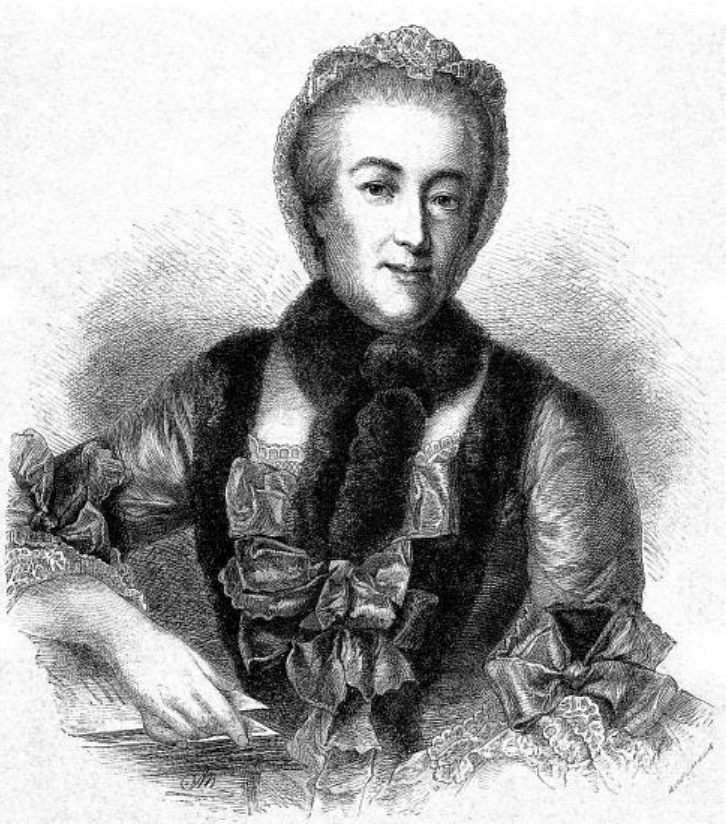
Karoline Henriette von Hessen-Darmstadt

Karoline Henriette Christine Philippine Luise von Pfalz-Zweibrücken (* 9. März 1721 in Straßburg; † 30. März 1774 in Darmstadt) war durch Heirat Landgräfin von Hessen-Darmstadt und wird auch als Große Landgräfin bezeichnet.

## Leben

### Herkunft und Familie
Karoline Henriette war die älteste Tochter des Pfalzgrafen und Herzogs Christian III. von Zweibrücken (1674–1735) aus dessen Ehe mit Karoline (1704–1774), Tochter des Grafen Ludwig Kraft von Nassau-Saarbrücken. Die Prinzessin wuchs mit ihren Geschwistern Christian, Friedrich Michael und Christiane Henriette im Elsass und in der südlichen Pfalz auf. Unter der Aufsicht ihrer Mutter wurde Karoline umfassend und sorgfältig ausgebildet.

### Landgräfin von Hessen-Darmstadt
Sie heiratete am 20. August 1741 in Zweibrücken den nachmaligen Landgrafen Ludwig IX. von Hessen-Darmstadt (1719–1790). Die Ehe war schon bald wegen der Verschiedenheit der Eheleute durch Auseinandersetzungen gekennzeichnet. Karoline Henriette war musisch und literarisch interessiert, während sich Ludwig vorwiegend für das Militär begeisterte. Ludwig war anfänglich seiner Gemahlin sehr zugetan, doch diese überführte die Beziehung in eine Konvenienzehe. Karoline, die vier Jahre nach der Eheschließung eine eigene Hofhaltung begründete, lebte in den ersten Ehejahren vorwiegend in Buchsweiler, während ihr Ehemann Pirmasens zur Garnisonsstadt ausbaute. Buchsweiler war die Residenz der Grafschaft Hanau-Lichtenberg, in der Ludwig als Vormund fungierte. Im Jahr 1750 folgte Karoline ihrem Mann nach Prenzlau, wo er als preußischer General ein Regiment befehligte.
Nach Ausbruch des Siebenjährigen Krieges und der Regierungsübernahme ihres Mannes war dieser nach Pirmasens zurückgekehrt und Karoline bezog nach einem erneuten Aufenthalt in Buchsweiler schließlich mit den Kindern die Residenz in Darmstadt. Durch Sparmaßnahmen ihres Mannes waren Karolines künstlerische Neigungen begrenzt, die von ihr bevorzugte Parforcejagd wurde ebenfalls verboten. Zur Entlastung ihrer Finanzen ließ Karoline in Pfungstadt eine Krappfabrik einrichten.
Im Sommer 1761 schoss sie in Pirmasens mit einer Pistole auf Ernestine Rosine Flachsland, eine schwangere Mätresse ihres Ehemanns. Sie verfehlte allerdings ihr Ziel. Sie lebte damals schon seit längerer Zeit nur jeweils für wenige Wochen im Jahr mit ihrem Ehemann zusammen.
Karoline war 1772 an der Berufung des Friedrich Karl von Moser nach Darmstadt beteiligt, der 1780 Staatsminister wurde. 
Es war Friedrich Melchior Grimm, der von Karoline ein bezahltes Baronat erhielt, damit er ihre heiratsfähigen Töchter mit passenden europäischen Ehemännern zusammenbringen würde.
Kurz vor ihrem Tod erlebte Karoline noch die Vermählung ihrer Tochter Wilhelmine mit dem russischen Thronfolger, dem späteren Zaren Paul I., die Friedrich der Große vermittelt hatte. Bereits am 27. Junijul. / 8. Juli 1773greg. wurde sie in Sankt Petersburg von Zarin Katharina II. mit ihren Töchtern Friederike, Amalie, Wilhelmine und Luise in den Orden der Heiligen Katharina aufgenommen.

### Die Große Landgräfin
Karoline Henriette war besser bekannt unter der Bezeichnung Die Große Landgräfin, welche ihr von Johann Wolfgang von Goethe in seinem Werk Dichtung und Wahrheit gegeben worden war. Sie pflegte freundschaftliche Beziehungen zu verschiedenen Schriftstellern und Gelehrten ihrer Zeit, neben Goethe etwa zu Johann Gottfried Herder und Christoph Martin Wieland und galt als geistreichste Fürstin ihrer Zeit. Wieland wünschte sich die Macht, sie zur „Königin von Europa“ zu erheben.
Seit dem Ende der 1740er Jahre trug Karoline eine bedeutende Bibliothek zusammen, die nicht repräsentativen Zwecken diente, sondern zum privaten Gebrauch. Lektüre gehörte zu den festen Gewohnheiten, wobei sie französische Philosophen bevorzugte und das Gelesene auch schriftlich aufarbeitete.

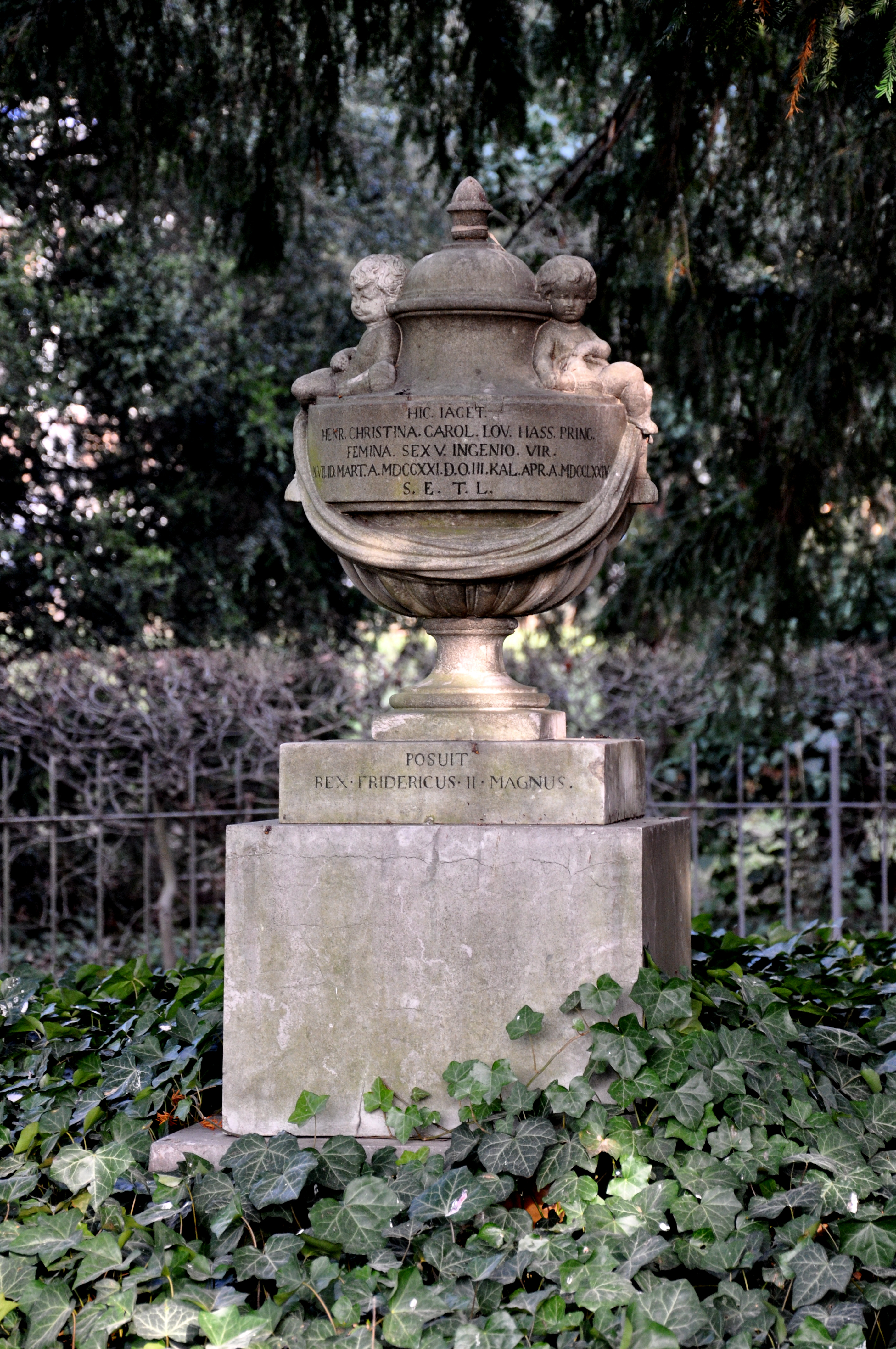
Grabmal im Herrngarten in Darmstadt

Die Landgräfin stand in Kontakt mit Friedrich II. von Preußen und war eine der wenigen Frauen, die er respektierte. Er nannte sie einmal „Zierde und Bewunderung unseres Jahrhunderts“ und schickte anlässlich ihres Todes eine marmorne Urne mit der lateinischen Aufschrift „femina sexu, ingenio vir“ (dt.: „von Geschlecht her eine Frau, vom Geist ein Mann“) nach Darmstadt, die heute im Herrngarten zu besichtigen ist. Durch ihre Töchter wurde sie Stammmutter des preußischen Königshauses beziehungsweise des späteren deutschen Kaiserhauses sowie des niederländischen Königshauses.
Seit 1975 ist der Karolinenplatz (Darmstadt) ihr zu Ehren benannt.

## Nachkommen
Aus ihrer Ehe hatte Henriette Karoline folgende Kinder:
- Karoline (1746–1821)

⚭ 1768 Landgraf Friedrich V. von Hessen-Homburg (1748–1820)
- Friederike (1751–1805)

⚭ 1769 König Friedrich Wilhelm II. von Preußen (1744–1797)
- Ludwig I. (1753–1830), Großherzog von Hessen und bei Rhein

⚭ 1777 Prinzessin Luise von Hessen-Darmstadt (1761–1829)
- Amalie (1754–1832)

⚭ 1774 Erbprinz Karl Ludwig von Baden (1755–1801)
- Wilhelmine (1755–1776)

⚭ 1773 Großfürst Paul, seit 1796 Zar Paul I. von Russland (1754–1801)
- Luise (1757–1830)

⚭ 1775 Großherzog Carl August von Sachsen-Weimar-Eisenach (1757–1828)
- Friedrich (1759–1802)
- Christian (1763–1830)